# Bolozon
Bolozon ist eine französische Gemeinde mit 99 Einwohnern (Stand 1. Januar 2022) im Département Ain in der Région Auvergne-Rhône-Alpes. Sie gehört zum Arrondissement Nantua und zum Kanton Pont-d’Ain.

## Geographie
Die Gemeinde befindet sich im südlichen Jura, rund 20 Kilometer östlich der Stadt Bourg-en-Bresse. Nachbargemeinden sind Matafelon-Granges im Norden, Sonthonnax-la-Montagne im Nordosten und Osten, Leyssard im Südosten, Serrières-sur-Ain im Süden, Hautecourt-Romanèche im Südwesten, Cize im Westen und Corveissiat im Nordwesten.
Bolozon liegt am linken Ufer des Flusses Ain, am Südende der Schlucht Gorges de l’Ain. Beim Gemeindehauptort mündet der Bach Ruisseau de Sous-Bief in den Fluss. 

### Verkehrsanbindung
Im nordwestlichen Gemeindegebiet befindet sich eine enge Flussschleife, über die – weitgehend unterirdisch – eine Bahnstrecke verläuft und mit dem Viaduc de Cize-Bolozon den Ain überspannt. Diese Bahnstrecke wurde von 2005 bis 2010 für den TGV-Verkehr von Paris nach Genf modernisiert. Östlich des Viadukts befindet sich der Bahnhof Cize-Bolozon an dem TER-Züge halten. Der Bahnhof besteht aus zwei Gleisen an einem Mittelbahnsteig, sodass sich Züge kreuzen können.

## Bevölkerungsentwicklung
| Jahr                       | 1963 | 1968 | 1975 | 1982 | 1990 | 1999 | 2011 | 2020 |
| Einwohner                  | 135  | 112  | 84   | 94   | 93   | 94   | 92   | 91   |
| Quellen: Cassini und INSEE |      |      |      |      |      |      |      |      |

## Sehenswürdigkeiten

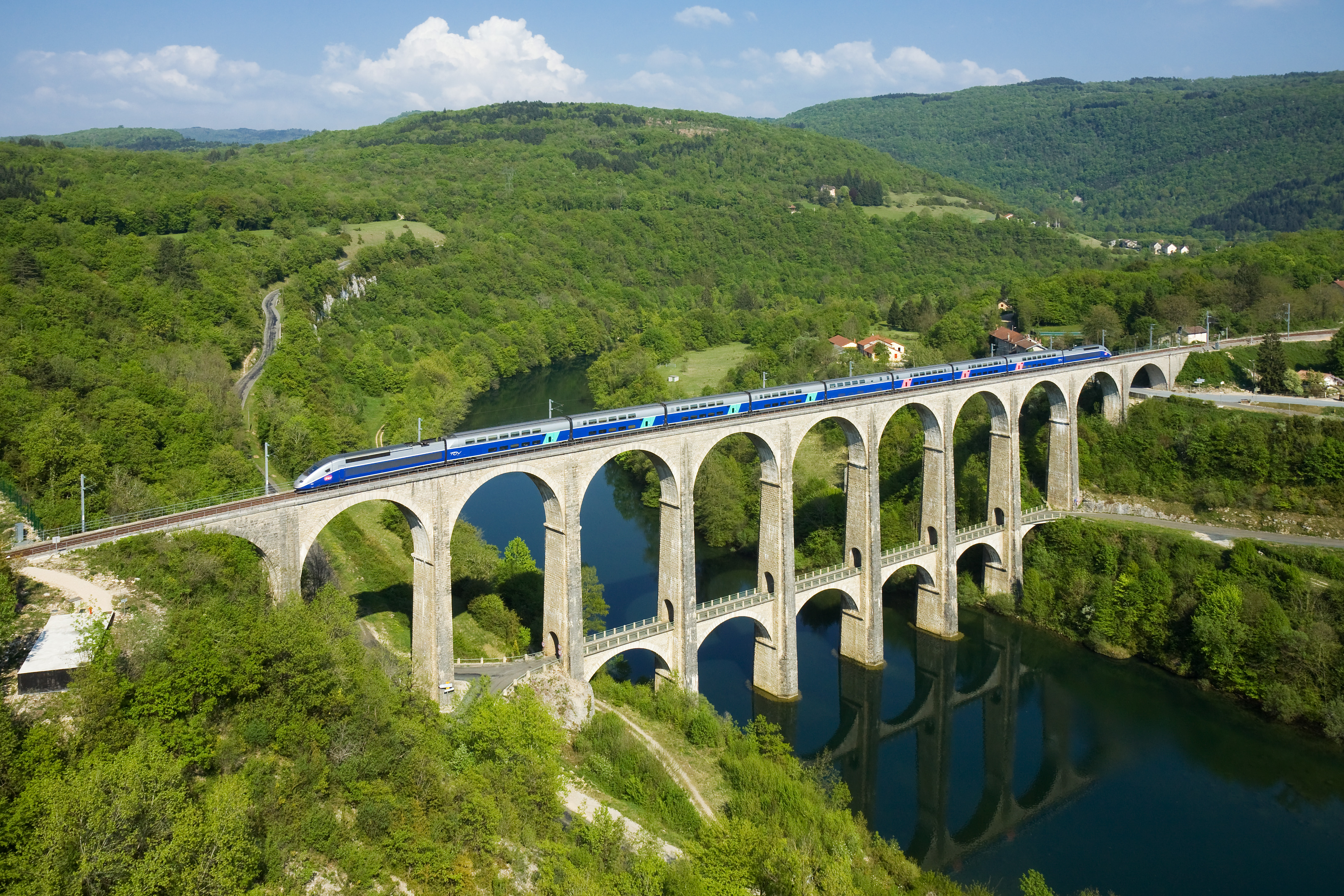
Cize-Bolozon-Viadukt
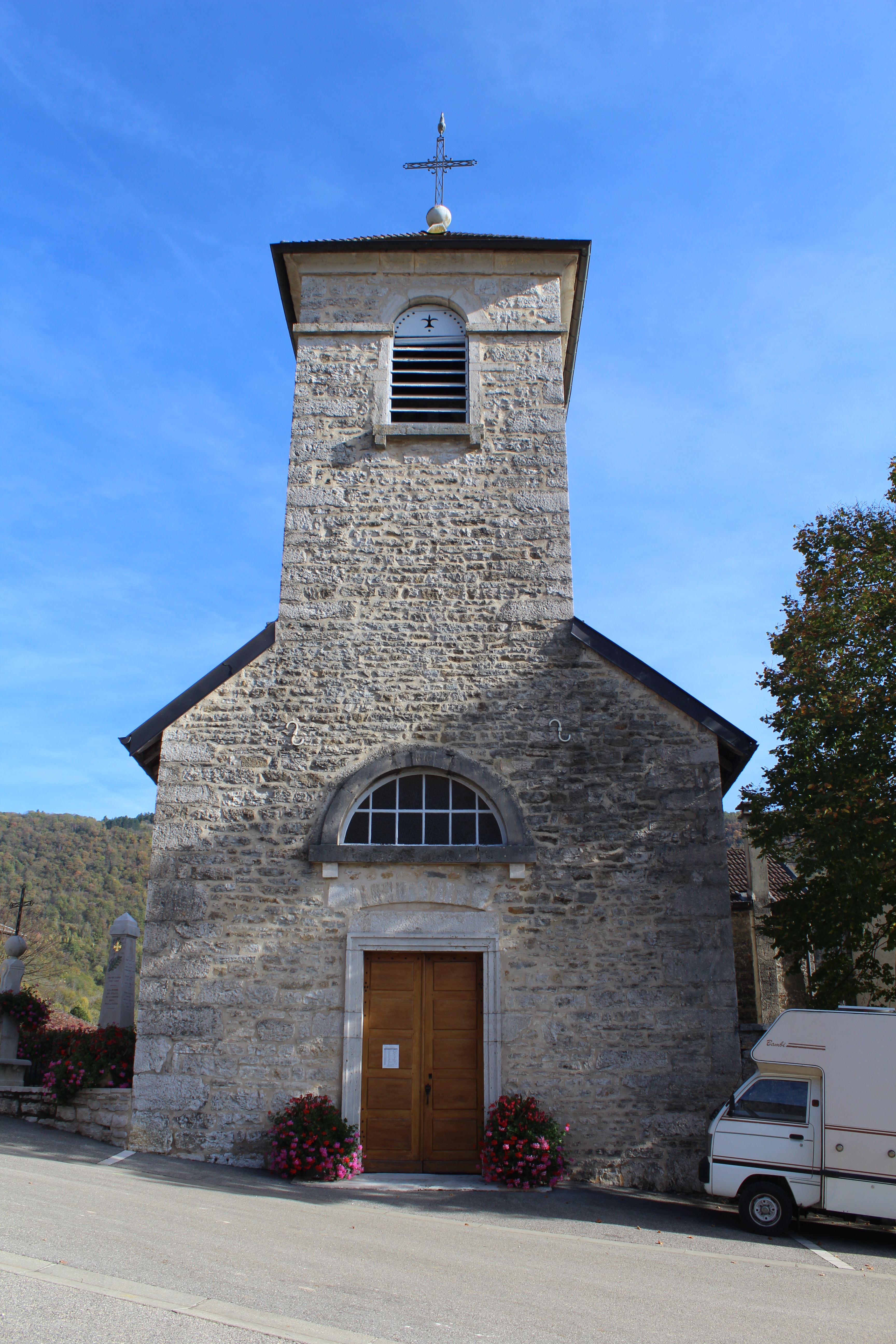
Kirche Saint-Étienne
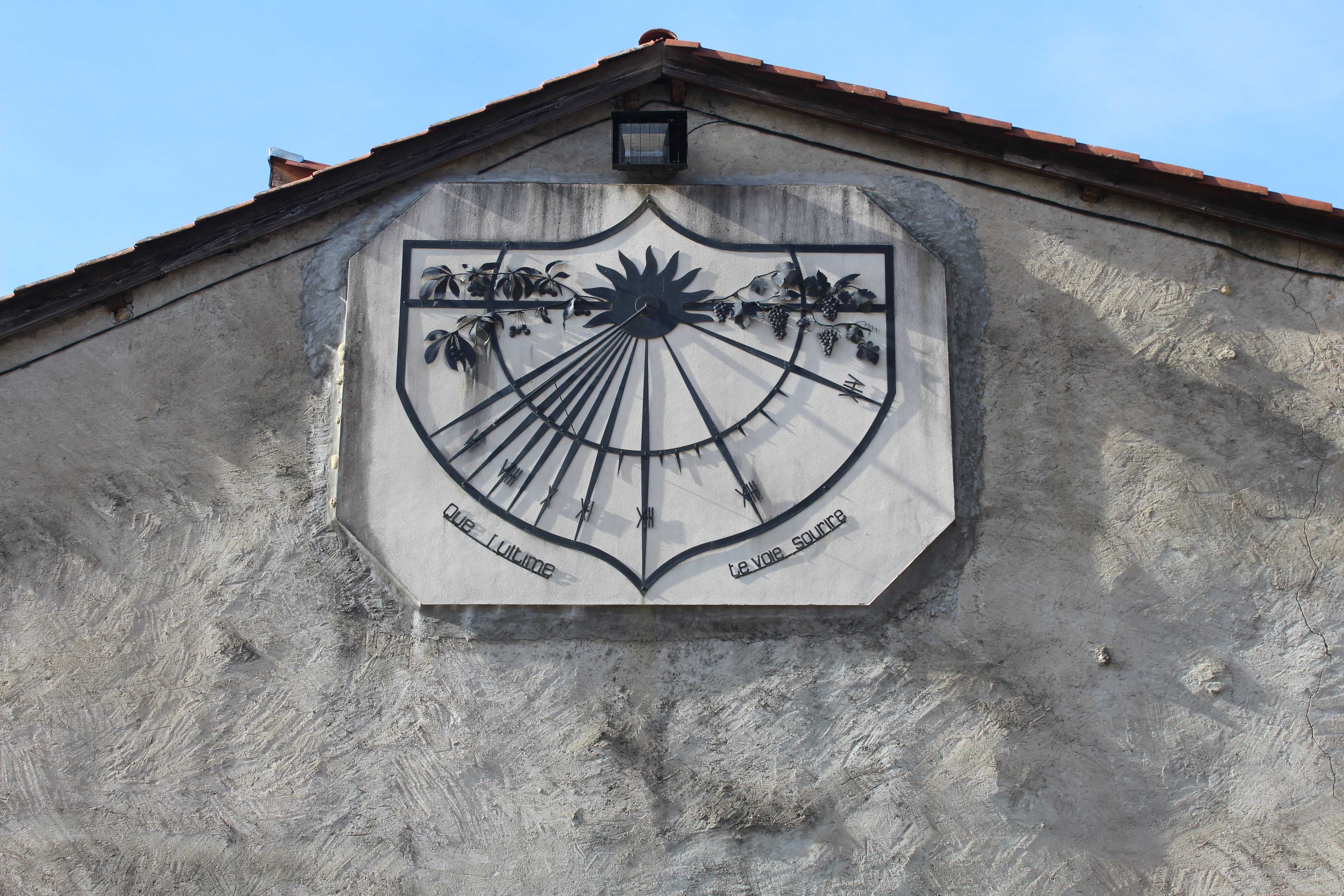
Sonnenuhr
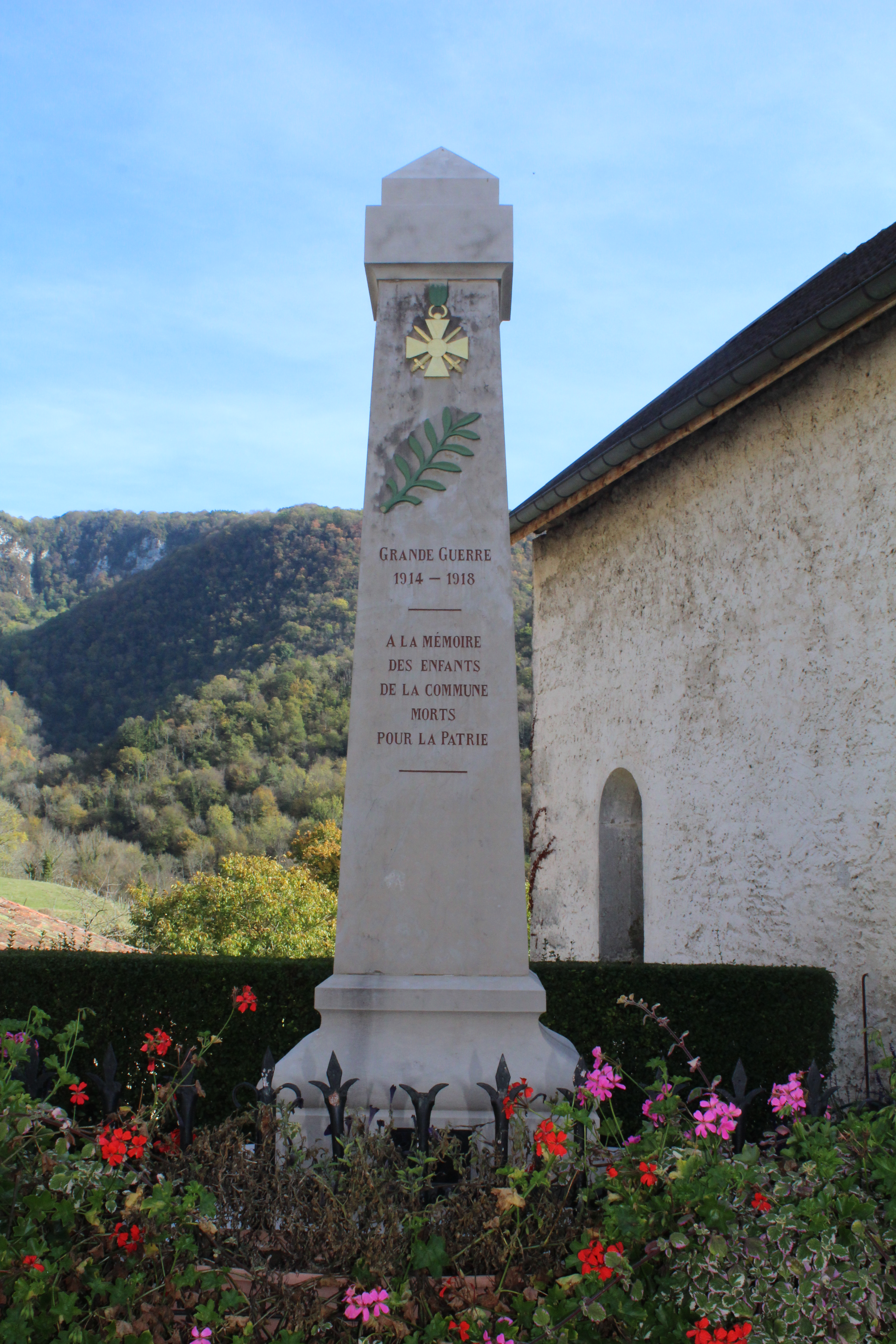
Gefallenendenkmal

- Cize-Bolozon-Viadukt
- Kirche Saint-Étienne
- Sonnenuhr
- Gefallenendenkmal